# Репков Федір Федорович
Репков Федір Федорович (нар. 23 червня 1988, Новоград-Волинський, Житомирська область, Українська РСР, СРСР) — український спортсмен, чемпіон світу з бойових мистецтв джіу-джитсу і бойового самбо.   

## Біографія
Народився 23 червня 1988 року в місті Новоград-Волинський (нині — місто Звягель). Навчався в Національній академії Державної прикордонної служби України імені Богдана Хмельницького, з якої випустився у 2009 році, згодом — на факультеті фізичної культури і спорту в Луцькому Східноєвропейському національному університеті імені Лесі Українки, який закінчив у 2019 році.
З 2014 року брав участь в російсько-українській війні.
Триразовий чемпіон світу з комбат джіу-джитсу (2016, Спліт, Хорватія; 2018, Острава, Чехія; 2021, Київ, Україна), чемпіон Кубка світу з комбат джіу-джитсу (2016, Баку, Азербайджан), чемпіон Європи з комбат джіу-джитсу (2017, Ужгород, Україна). Чемпіон світу з бойового самбо (2013, Москва, Росія), дворазовий чемпіон Європи з бойового самбо (2016, Ужгород, Україна; 2018, Острава, Чехія).
В 2021 році входив до складу національної збірної України з рукопашного бою.
Майстер спорту з бойового самбо, панкратіону, джіу-джитсу, дзюдо та рукопашного бою.

## Нагороди
- Медаль «За військову службу Україні» (2014)[4];
- Звання «Заслужений майстер спорту України» (2022).